# Laupa
Laupa – wieś w Estonii, w prowincji Järva, w gminie Türi.